# Contea di Donghai
La contea di Donghai (东海县S, Dōnghǎi XiànP) è una contea della Cina, situata nella provincia di Jiangsu e amministrata dalla prefettura di Lianyungang.